# Santa Catarina da Fonte do Bispo
Santa Catarina da Fonte do Bispo é uma povoação portuguesa sede da Freguesia de Santa Catarina da Fonte do Bispo do município de Tavira, freguesia com 118,98 km² de área e 1873 habitantes (censo de 2021), tendo, por isso, uma densidade populacional de 15,7 hab./km², o que lhe permite ser classificada como uma Área de Baixa Densidade (portaria 1467-A/2001).
Além da sede, os principais sítios desta freguesia são: Águas de Tábuas, Alcaria do Cume, Alcaria Fria, Alcarias, Alcorvel, Alquirinhos, Amarela, Amendoeira, Aporfiosa, Barrocais, Bengado, Boavista, Carrasqueira, Carvalhal, Carvalhosos, Casas Altas, Casas Juntas, Casas Juntas, Casas Novas, Cerro do Leiria, Corte, Corte das Noivas, Corte do Peso, Corte Vidreiros, Cruzes, Curral da Pedra, Joliricopico, Desbarato, Eiras Altas, Espartosa, Fonte do Bispo, Funchal, Hortas, Juliãos, Laranjeiras, Larangeiro, Malhada de Álvaro Vaz, Malhada do Judeu, Malhada do Nobre, Malhada do Rico, Marco, Montes e Lagares, Morenos, Pocilgais, Torre, Umbria, Várzeas e Várzeas de Vinagre.

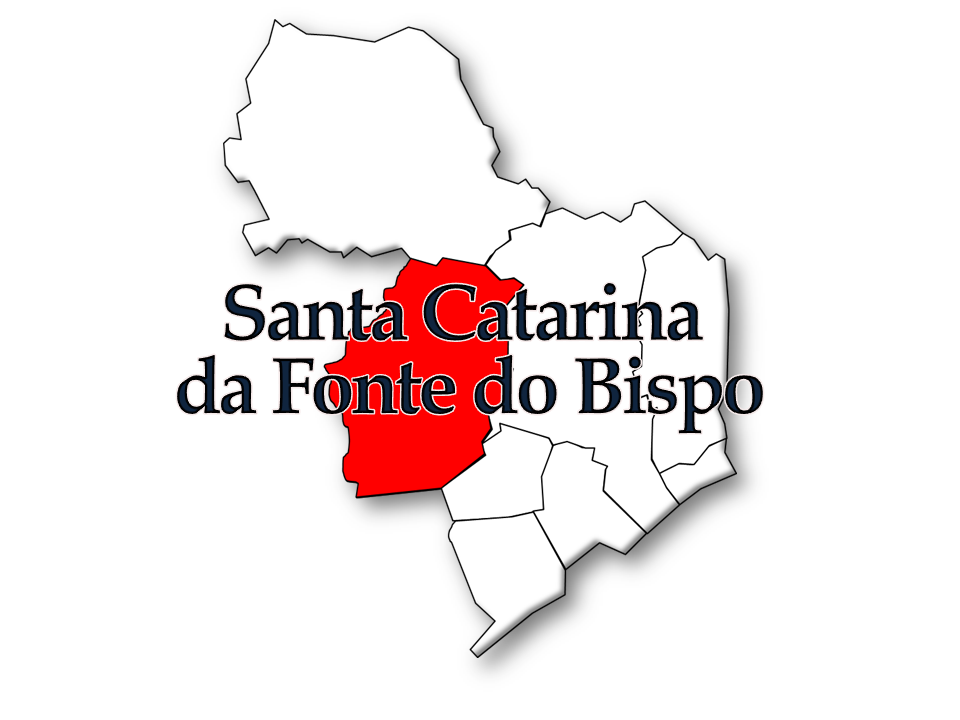
Localização da Freguesia de Santa Catarina da Fonte do Bispo no Município de Tavira

## Demografia
A população registada nos censos foi:
| Distribuição da População por Grupos Etários | Distribuição da População por Grupos Etários | Distribuição da População por Grupos Etários | Distribuição da População por Grupos Etários | Distribuição da População por Grupos Etários |
| -------------------------------------------- | -------------------------------------------- | -------------------------------------------- | -------------------------------------------- | -------------------------------------------- |
| Ano                                          | 0-14 Anos                                    | 15-24 Anos                                   | 25-64 Anos                                   | > 65 Anos                                    |
| 2001                                         | 174                                          | 216                                          | 1005                                         | 690                                          |
| 2011                                         | 163                                          | 135                                          | 894                                          | 617                                          |
| 2021                                         | 150                                          | 107                                          | 871                                          | 745                                          |

No censo de 1864 figura como "Fonte do Bispo"

## História
A freguesia de Santa Catarina da Fonte do Bispo data do século XVI. O seu nome tem origem em Santa Catarina de Alexandria, morta no ano 307 d.C.; e na Fonte do Bispo, local onde a sua imagem terá aparecido.

## Organização administrativa
Ver artigo Lista dos presidentes da Junta de Freguesia de Santa Catarina da Fonte do Bispo.

## Economia
As principais atividades económicas desta freguesia são a produção de azeite, a indústria de cerâmica (fabrico de telha, ladrilho e tijolo), turismo rural e destilarias (principalmente aguardente de medronho)

## Geografia
A freguesia de Santa Catarina da Fonte do Bispo situa-se numa zona mista de barrocal e serra. A temperatura média anual é de 19°C, e a precipitação média varia entre 400 e 600 mm.

## Património
- Igreja Matriz de Santa Catarina

## Feiras e romarias
- Feira anual: 25 de agosto
- Mercados: 4º Domingo de cada mês
- Vigília de Nossa Senhora das Dores: 3º sábado e 3º domingo de agosto
- Festa em honra de  Santa Catarina e São Luís: novembro